# Acraea punctula
Acraea punctula är en fjärilsart som beskrevs av Embrik Strand 1914. Acraea punctula ingår i släktet Acraea och familjen praktfjärilar. Inga underarter finns listade i Catalogue of Life.